# Die Leiden des Westens
Die Leiden des Westens ist Peter Kleins erster Roman und erschien in Deutschland 2013. 

## Handlung
Buddha kommt vom 11. bis 15. März 1938 nach Wien und erlebt die Tage des Anschlusses Österreichs an das nationalsozialistische Deutsche Reich mit. Er begegnet einer Anzahl von historischen Persönlichkeiten, darunter Falco und Thomas Bernhard, die Trost auf der Couch von Sigmund Freud suchen, und er frühstückt mit Adolf Hitler in der Hofburg am Heldenplatz. Betreut wird er von Gustl Karl, einem Polizisten, der vor dem Dilemma steht, sich entweder – gegen sein Gefühl – den Nazis anzuschließen oder den Dienst zu quittieren – dann aber riskiert ins Konzentrationslager zu kommen. Buddha, der vor 2600 Jahren im Osten Erleuchtung und die Erlösung von den Leiden des Lebens fand, wird nun mit den Problemen und Leiden des Westens konfrontiert. 

## Besonderheiten zur Handlung
Das Buch ist eine Faction: Die geschichtliche Rahmenhandlung vom 11. bis 15. März 1938 besteht aus recherchierten Fakten, der Besuch Buddhas und das Zusammentreffen der historischen Persönlichkeiten ist eine Fiktion.
Die Haupthandlung spielt in den Tagen des Anschlusses, ist aber durchwoben von Rückblenden.
Das Buch ist eine Reise durch die kollektive Psyche der deutsch-österreichischen Geschichte und beleuchtet das Leid aus den Tagen des Anschlusses. Es beschäftigt sich mit der Frage, wie ein Erleuchteter in der damaligen Situation hätte handeln können.
Der Inhalt des Buches ist ähnlich einem Theaterstück aufgebaut und lebt von den Dialogen der Figuren.

## Besonderheiten zu Figuren und Charakteren
In dem Roman treten eine Reihe von historischen Persönlichkeiten auf und miteinander in Kontakt: Buddha, Thomas Bernhard, Falco, Sigmund Freud, Adolf Hitler.
In der Realität hat ein Zusammentreffen dieser Persönlichkeiten nicht stattgefunden, bzw. hat nicht stattfinden können, weil die Personen zum Teil zu unterschiedlichen Zeiten gelebt haben.
Der Protagonist Gustl Karl ist eine Kunstfigur in Anlehnung an die Protagonisten Lieutenant Gustl aus der gleichnamigen Novelle von Arthur Schnitzler und Herrn Karl aus dem Theaterstück Der Herr Karl von Helmut Qualtinger.

## Besonderheiten zur Entstehung des Romans
Peter Klein wurde durch die therapeutische und systemische Aufstellungsarbeit mit seinen Klienten zur Aufarbeitung der Ereignisse von 1938 angeregt.
Ursprünglich wurden für sein Fachbuch „Buddha, Freud, Falco“ eine Anzahl von szenischen Aufstellungen mit historischen Persönlichkeiten nach dem folgenden Modell durchgeführt:
1. Auswahl von historischen Persönlichkeiten, die zu verschiedenen Zeiten gelebt haben und deren Zusammentreffen einen interessanten, interdisziplinären Austausch verspricht.
2. Durchführung von verdeckten Aufstellungen, bei denen die Stellvertreter nicht wissen, wen sie darstellen, um zu erfassen, ob unbewusst Ähnlichkeiten mit den darzustellenden historischen Persönlichkeiten zum Vorschein kommen.
3. Entwurf von verschiedenen Szenen, in denen sich die Stellvertreter der historischen Persönlichkeiten untereinander über bestimmte Themen austauschen sollen.
4. Durchführung der verschiedenen Aufstellungen, sowohl mit Stellvertretern, die sich durch Recherche zu der jeweiligen historische Persönlichkeit auf ihre Rolle vorbereitet haben, als auch mit Stellvertretern, die sich – unvorbereitet – auf ihr Gefühl und ihre Wahrnehmung verlassen.
5. Analyse, Reflexion und Veröffentlichung der Methode, die zeigt, dass es über szenische Aufstellungen – auch ohne therapeutische Fragestellung – möglich ist, individuelle Persönlichkeitsmerkmale (z. B. von historischen Personen), Beziehungsstrukturen und kulturelle Hintergründe sichtbar zu machen.

Einige der Szenen aus den Aufstellungsexperimenten entwickelte Peter Klein weiter. Er brachte sie in Zusammenhang mit den Erfahrungen aus seiner therapeutischen Arbeit mit Klienten, in denen es noch heute häufig um die Kriegsgeneration und deren Erlebnisse geht, und wie sie im Leben der Nachkommen oft unbewusste Auswirkungen zeigen.

## Rezensionen
Bernd Zachow von den Nürnberger Nachrichten findet, dass „[e]in derart freier Umgang mit den Biografien berühmter Leute [...] bei Peter Klein aber keineswegs aufgesetzt oder gar absurd [wirkt]“.